# 坛紫菜
坛紫菜（学名：Porphyra haitanensis）中国特有的一种暖温带性海藻，主要分布于浙江、福建沿海地区。

## 形态特征
坛紫菜可分为叶片、柄和固着器三部分，叶状体呈披针形、亚卵形或长亚卵形。自然岩礁上的体长一般12～18cm，人工栽培筏架上的则可达1～2m，宽度多为3～5cm，藻体厚20～110微米。野生的坛紫菜多生长在朝北、东或东北、风浪大的高潮带岩石上。

## 经济价值
坛紫菜在中国是重要的食用海藻，已广泛进行了人工栽培，被列入第一批中国国家重点保护经济水生动植物资源名录，中华人民共和国农业农村部公布专门了水产行业标准《坛紫菜》（SC/T2082-2018）。产自福建平潭的平潭坛紫菜属于中国国家地理标志产品。